# Герциніт
Герциніт — мінерал, оксид заліза та алюмінію групи шпінелей.

## Загальний опис
Хімічна формула: FeAl2O4. Домішки: Mg. Містить (%): FeO — 21,78; MgO — 13,36; Al2O3 — 64,86.
Сингонія кубічна.
Двійники утворені за шпінелевим законом двійникування.
Твердість 7,5-8.
Густина 4,4.
Колір темно-зелений до чорного.
Риска темно-зелена. Вперше знайдений у Чехії.
Зустрічається у метаморфізованих глинистих осадових породах. Знайдений у асоціації з силіманітом, корундом і ґранатом поблизу Шенкельцеля (Німеччина), в Ле-Прес (Швейцарія), районі Пікскіл (шт. Нью-Йорк, США).

## Різновиди
Розрізняють:
- герциніт залізний (проміжний член ізоморфної обмеженої серії між алюмініїстою і залізистою шпінелями);
- герциніт магніїстий (відміна герциніту із значним вмістом магнію);
- герциніт хромистий (відміна герциніту з родовища Мадагаскару, яка містить хром);
- герциніт-хроміт (1.- герциніт хромистий; 2. — відміна герциніту з вмістом хрому у відношенні Al: Cr = 1:1).